# Airbag (banda argentina)
Airbag es una banda argentina de rock fundada en Don Torcuato, Gran Buenos Aires, en el año 1999. La banda fue fundada e integrada por los hermanos Gastón Sardelli, Patricio Sardelli y Guido Sardelli donde empezaron con los primeros ensayos a mediados de los años noventa bajo el nombre de Los Nietos de Chuck, donde hacían covers de Chuck Berry, The Beatles y Creedence, entre otros.
La agrupación cuenta con el cantante y guitarrista principal Patricio Sardelli, el guitarrista rítmico y cantante Guido Sardelli, el bajista Gastón Sardelli, el tecladista José Luis Berrone y el baterista Sebastián Roascio Goldar.

## Historia
Los hermanos son oriundos de la localidad de Don Torcuato, en el norte del Gran Buenos Aires.
El primer contacto de los hermanos con la música fue a través de su abuela materna de origen catalán, que era aficionada al tango y le enseñaba esta música a Patricio. A sus tres años y medio, este ya sabía más de 20 tangos y participó en el programa televisivo Grandes valores del tango como integrante del elenco encabezado por Silvio Soldán. En ese mismo programa, le regalaron una guitarra del Museo Carlos Gardel que más de diez años después, sería clave para que comenzara su carrera en el rock.
La música pasó a un segundo plano hasta años más tarde, cuando Gastón formó una banda con sus amigos. La banda ensayaba en el garage de la casa de los hermanos Sardelli, y cuando terminaban, Patricio y Guido se quedaban tocando con Gastón.
Con el tiempo el trío empezó a funcionar, y los hermanos formaron su propia banda: Los Nietos de Chuck. El nombre surgió porque hacían covers de Chuck Berry. También incluían en su repertorio temas de The Beatles, Creedence, Jerry Lee Lewis y otros estilos.
Tiempo después comenzaron a grabar canciones propias y las sumaron a su repertorio, incluyendo La partida de la gitana, canción que terminaría siendo su primer éxito.
También buscaron otro nombre, ya que además de las versiones de Chuck Berry, hacían temas propios. Tuvieron varios nombres, hasta que un día se presentaron como Airbag y lo adoptaron para siempre.
Gastón, que en esa época estudiaba bioingeniería, se encargaba de llevar las canciones que habían grabado a radios y disqueras. Es así que el demo llegó a Warner Music donde grabaron su primer álbum y su carrera despegó. 
En 2016 la banda fue elegida por Guns N' Roses para abrir los conciertos en el Estadio River Plate. Luego de ello, Patricio Sardelli fue invitado a tocar por Steven Adler a los side shows que realizaría posteriormente.
La banda fue invitada por Bon Jovi para abrir su concierto en el Estadio Vélez Sarsfield en el año 2017 y en 2019 telonearon en el Hipódromo de Palermo a la banda Muse.
El año 2017 fue de mucha actividad, ya que la banda fue la responsable en brindar el primer concierto de la reapertura del mítico Estadio Obras Sanitarias, llamado localmente como «el templo del rock». Ese mismo año se presentaba el disco Mentira la verdad a tan solo 15 días de su salida a la venta.
También hicieron un concierto sinfónico en la Usina del Arte. En esta ocasión realizarían la mezcla de rock con 50 músicos de orquesta. En el repertorio incluyeron canciones de Beethoven, Mozart, y Ástor Piazzolla, todo en formato de orquesta más banda. Por supuesto a esto no le faltaría versiones de sus canciones acompañadas por arreglos de orquesta especialmente preparados para la ocasión.
Comenzado el 2022, Airbag pasó por los principales festivales de la Argentina, como el Cosquín Rock, Quilmes Rock y Lollapalooza. En junio hicieron tres shows en el Luna Park, y en septiembre tocaron en el estadio de Argentinos Juniors. Cerraron el año tocando nuevamente en el Luna Park dos veces.
En 2023, tras dos Movistar Arena agotados, una gira por España y por Latinoamérica, hicieron sold out en el Estadio de Vélez en Buenos Aires y presentaron «Nunca lo olvides» el primer adelanto de su octavo álbum de estudio.
El 2024 empezó con seis estadios Luna Park agotados, y tras una gira por toda Latinoamérica y España, culminaron su exitoso año con 3 recitales consecutivos en el estadio de Vélez.
En marzo del 2025, la banda anunció el show más importante de su historia, programado el día sábado 31 de mayo en el histórico Estadio de River Plate, para presentar la primera parte de su nuevo disco, El club de la pelea. El cual se lanzó el jueves 27 de marzo, conformado por 7 canciones y posteriormente ampliado con otras 3.Al agotarse las entradas en menos de una hora, la banda anunció casi de inmediato un nuevo show para el día domingo 1 de junio en dicho estadio.

## Álbumes y canciones

### Airbag(2004)
Su primer disco obtuvo el disco de oro y el de platino en Argentina. Fue grabado en los estudios ION de Buenos Aires, en cinta, lo que le dio un sonido particular, con características del rock de los 80. Cuando los realities dominaban los medios, esta banda se abrió un camino escribiendo sus propios temas y renovando la confianza de las compañías discográficas que solamente apostaban a proyectos televisivos. El disco se grabó y mezcló en solamente una semana.
Fueron premiados por la cadena MTV como Artistas Nuevos y por los lectores de la revista Rolling Stone como Banda Revelación. Las canciones «La partida de la gitana», «Quiero estar contigo», «Solo aquí» y «Ya no recuerdo» (todas de la autoría de Patricio Sardelli), lideraron los rankings de su país como de los limítrofes. [cita requerida]
Luego de una gira por Argentina, Paraguay, Bolivia, Uruguay, Chile y Ecuador, entre otros países, realizaron dos funciones en el Gran Rex de Buenos Aires, agotando entradas y marcando un hito en la música argentina, ya que hacía mucho tiempo que una banda de garaje salida de tocar en bares con tan solamente un disco no lograba dicha convocatoria. [cita requerida]

### Blanco y negro(2006)
A principios de 2006, Airbag viajó a España a grabar su segundo álbum, Blanco y negro, cuya presentación se realizó en el Estadio Luna Park a sala llena, tocando los 3 hermanos Sardelli, además de los prestigiosos músicos Willie Lorenzo y Claudio Ledda. Ese mismo año también participaron en la banda sonora de Alma pirata con la canción de «Toda una vida esperándote». Instrumentalmente, el disco es una continuación de lo que fue su álbum debut. Muchas canciones eran de la misma época de dicho álbum ya que el grupo nunca dejó de tocar en ese periodo.
Además, la banda viajó a Chile para la edición de su nuevo disco y realizó acciones promocionales.
Ese disco los llevó de gira por Ecuador, Colombia, Paraguay, Bolivia, Perú y México. En 2007 ganaron los Premios MTV como «mejores artistas revelación del sur».

### Una hora a Tokyo(2008)
Airbag decidió terminar la gira y dedicarse a trabajar en nuevas canciones, lo que no habían podido lograr con el disco anterior. Es así que a fines del 2007 comenzaron a trabajar en las primeras melodías que formarían parte de Una hora a Tokyo, el tercer disco de estudio, en honor a un tristemente célebre discurso dado por el expresidente Carlos Saúl Menem en agosto de 1996, donde mencionaba un supuesto plan del Estado para crear un sistema de naves que iban a viajar a la estratosfera y en una hora poder estar en Tokio o París.
Una hora a Tokyo presentó importantes cambios en la banda. Guido decidió que seguiría grabando las baterías pero en las presentaciones en vivo sería la guitarra rítmica y voz de varios temas. Las canciones «Mi sensación», «Revolución» y «Lejos del sol» lo tienen por protagonista como cantante.
Este álbum generó una nueva etapa en la carrera de la banda, tanto musical como estructuralmente, ya que entraron en un conflicto legal con su exmánager y, cansados de las formas de la industria, decidieron emprender su propio camino y romper también con la discográfica Warner. Uno de los primeros conciertos en los que participaron con Una hora a Tokyo fue en el festival solidario ALAS junto a Shakira, Alejandro Sanz y Calle 13. Ese mismo año, fue nominado a los premios Grammy por «mejor disco de rock» y «mejor canción de rock». Viajaron a Las Vegas para el evento realizado en el MGM.

### Vorágine(2011)
Luego de al menos dos años de parate tras llevar a juicio a su exmánager y el final definitivo de su contrato con la empresa discográfica Warner Music, el trío comenzó a trabajar en lo que sería su cuarto disco.
Patricio Sardelli explicó a la revista ¡Sí! (del diario Clarín) que mientras arreglaban toda la situación tuvieron mucho tiempo para componer las nuevas canciones para el disco (compusieron casi 100, de las cuales 12 quedaron incluidas en el disco), y finalmente se lanzaron de manera totalmente independiente.
El 20 de septiembre de 2011, salió a la venta su nuevo disco, Vorágine. Lo presentaron oficialmente en el Teatro Gran Rex el 7 de diciembre de 2011 a sala llena. Con este show comenzó la grabación de su próximo DVD, para el cual también se registraron hasta el momento imágenes de sus conciertos en La Trastienda (de Buenos Aires), en el Teatro Broadway (de Rosario) y demás ciudades de su gira nacional. Han compartido escenario con este disco en conciertos con Calle 13 y Catupecu Machu, entre otros. Fueron seleccionados como banda invitada de los shows de Noel Gallagher en Argentina para las ciudades de Córdoba y Buenos Aires.
En agosto del 2012 estrenan el vídeo de la canción «Cae el sol», dirigido por Patricio Sardelli y Gabriel Grieco, que fue un éxito en todas las radios del país. Y el video musical tuvo mucha repercusión al tratar con profundidad el tema del «tráfico de personas», intentando buscar concientización sobre el tema.
En octubre viajó a Chile para empezar su gira por Hispanoamérica en el Movistar Arena de Santiago, en noviembre regresaron a Argentina para realizar cuatro conciertos en el Teatro Vorterix de Buenos Aires a sala llena.
A partir de este período en adelante Patricio será director de todos los videoclips de la banda.
En el medio de su gira participó en el festival realizado por organizaciones sociales pidiendo justicia por Mariano Ferreyra. También se presentarán brindando apoyo a los familiares de la tragedia de Once.

### Samsara
Tras una gran cantidad de presentaciones en vivo y la grabación de su primer CD-DVD en vivo titulado Samsara, se dedicó a empezar a grabar lo que será su quinto disco.
Samsara fue filmado el 7 de diciembre de 2011, y corresponde a la presentación del disco Vorágine. Fue filmado íntegramente en HD en el Teatro Gran Rex y demás presentaciones.

### Libertad(2013)
En noviembre del 2013, editaron Libertad, el quinto álbum de estudio. El primer sencillo que dan a conocer es «Por mil noches» y luego «Libertad» como lado B.
Emprendieron una gira por el interior del país, después de tocar dos noches en el Luna Park. Recibieron dos nominaciones a los Grammy y ganaron un premio de MTV Europa a «mejor artista latino».
De este disco se lanzaron cinco videoclips, "Por mil noches", "Noches de insomnio", "Todo pasa", "Sonidos criminales" y "Fugitivo". "Sonidos criminales" se llevó dos premios al mejor videoclip del año 2015, por la cadena de televisión Quiero Música en mi Idioma, «mejor video banda» y por la revista digital StéreoMúsica.com «mejor videoclip del año».
Ese mismo año también participaron en la banda sonora de la película Naturaleza muerta (estrenada en el Festival de Cannes 2014), con la canción del mismo nombre y su correspondiente videoclip. Patricio actuó en algunas escenas del filme.
En la canción "Fugitivo", Ricardo Mollo, vocalista y guitarrista de Divididos grabó el solo de guitarra.

### Mentira la verdad(2016)
En 2016, lanzaron su nuevo disco llamado Mentira la verdad, presentándolo en septiembre de ese año, en una gira que comenzó en el Luna Park y se extendió por todo el país. El primer sencillo de este álbum fue «Vivamos el momento», canción que fue todo un éxito, liderando en su momento las listas de Spotify.
El 15 de septiembre, se realizó la presentación del disco a la prensa y finalmente el 16 de septiembre salió a las calles con una firma de discos en el Musimundo de Callao y Corrientes. La extensa fila de fanáticos de la banda se quedaron acampando desde el día anterior y sorpresivamente los Airbag les llevaron pizzas a la medianoche.
Este mismo luego de que ninguna banda argentina sea aceptada por la producción de los Guns N' Roses, que es convocada para ser su banda de apertura en los dos conciertos que brindaron en el Estadio River Plate. Luego de esta presentación, los mismos músicos de los Guns N' Roses dieron a conocer en medios de los Estados Unidos la potencia en vivo de la banda argentina.
Después de agotar las localidades en tres presentaciones en el Luna Park con «Libertad», el 1 de octubre presentaron en vivo el nuevo disco, otra vez a sala llena en el Luna Park. Allí la banda anunció la gira que seguiría después de esa presentación. Estuvieron en Tucumán, Salta, Córdoba, Rosario, Mendoza, entre otras provincias. Cerraron el 2016 con un hecho histórico para la historia de la banda, ser seleccionada para tocar en la reapertura del mítico estadio Obras Sanitarias.
Luego de un gran año, en 2017 iniciaron con una apuesta casi imposible para la escena musical argentina que emprendieron un proyecto que consistía en mezclar rock con música clásica, cuya primera prueba en vivo se dio en la Usina del Arte y fue todo un éxito quedando sin entrada una multitud de seguidores.
Ese mismo año fueron la banda elegida por Bon Jovi para la apertura de sus shows en el Estadio Vélez Sarsfield.
Realizaron una serie de conciertos en el Teatro Vorterix de cada viernes del mes de junio agotando las entradas para los 5 shows en horas de salir a la venta.
El 8 de diciembre presentaron un recital llamado Sinfónico ultra, que mezclaba rock y música clásica. El recital se realizó con 60 músicos en escena, en el estadio Luna Park, agotando todas las entradas. En esta ocasión se montó un concierto con una puesta en escena no vista hasta el momento en el país en un contexto de música clásica y rock.
En 2018, la banda inicia el año debutando en el Festival "Cosquín Rock" en la ciudad homónima en Córdoba en febrero.
En marzo vuelven a tocar en Lima, después de no ir a Perú en 11 años, al igual que México donde son invitados a tocar en el "Vive Latino" de México.
En abril de ese año, la banda vuelve al Estadio Obras Sanitarias bajo el festival "Rock N' Chop" junto con Attaque 77, y posterior a esto, se termina el ciclo de Mentira la verdad.

### Antesala de un nuevo álbum(2018-2021)
El 12 de septiembre de 2018 publican «Como un diamante» como sencillo adelanto de su próximo disco y lo presentan en el Teatro Vorterix a los días, y en octubre viajan de nuevo a Perú y México para presentarlo.
El 22 de noviembre se publica un nuevo adelanto llamado «Así de fácil», y en diciembre los presentan en dos fechas en el Teatro Vorterix despidiendo el año.
En 2019 en el mes de febrero debutan en el festival "Rock en Baradero". En junio vuelven a México, al mes siguiente a Perú y en agosto a Uruguay.
El 12 de septiembre de 2019 lanzan «Über púber», con la colaboración del reconocido Streamer Momo en el videoclip de la canción.
El 13 de octubre de 2019 publican «Perdido», que tuvo mucha repercusión; ese mismo mes telonean a Muse en el Hipódromo de Palermo frente a más de 12.000 personas. En el mes de diciembre vuelven a Colombia después de varios años, también para el "Jingle Bell Rock Festival" y como de costumbre cierran el año con doblete en el Teatro Vorterix.
En 2020 empiezan fuerte el año al presentarse en el escenario principal del "Cosquín Rock" de Córdoba y son invitados a tocar en festivales como "Lollapalooza" de Argentina, "Asunciónico" de Paraguay, "Cosquín Rock" de España y más países, más sumado a la publicación de su próximo disco, pero la pandemia de COVID-19 retrasó los planes.
Ese mismo mes ellos empiezan con una sección de directos vía online en Youtube y Twitch nombrados como "Airbag Live Show", a lo largo de la cuarentena del 2020; mientras paralelo a esto seguían con la grabación de lo que sería su nuevo disco.
En septiembre de 2020 realizan su primer show por streaming desde el Teatro Vorterix con el estreno de una nueva canción adelanto titulada «Mila, Saturno y el río».
El 2 de octubre de 2020 publican la canción antes estrenada llamada «Mila, Saturno y el río».
En diciembre realizan el primer show presencial desde el inicio de la pandemia, despidiendo el año en Mandarine Park.
En mayo de 2021 publican como sencillo un cover de "La balada del diablo y la muerte" de la banda argentina La Renga como conmemoración de los 25 años del disco Despedazado por mil partes de 1996 de la banda.

### Al parecer todo ha sido una trampa(2021)
El 23 de septiembre de 2021 se publica un nuevo sencillo «Intoxicarme» (con videoclip). El 13 de octubre se publica «Pensamientos», que logra mucha repercusión.
El álbum se publicó el 15 de octubre, conteniendo 17 tracks, incluyendo «Perdido», «Como un diamante», «Pensamientos» y una canción a dúo con Los Enanitos Verdes llamada «Volver a casa».
La presentación del disco fue el 5, 6 y 7 de noviembre en el Teatro Gran Rex, el 11 de diciembre del 2021, tocaron en el Estadio Obras Sanitarias comenzando la gira de Jinetes Cromados Tour y pasó por varios puntos del interior del país y del exterior para 2022. En varias entrevistas, los integrantes de la banda han dicho que el álbum pretende tener un concepto a lo largo de sus 17 canciones, y que fue realizado en 3 sesiones distintas, entre 2018 y 2021, por lo que la lista de canciones y el mismo álbum mutó de varias formas.
El 24 de septiembre de 2022, tocaron por primera vez en su carrera, de manera solitaria, en un Estadio, siendo este el Estadio Diego Armando Maradona, para cerca de 22 mil personas.
Tras agotar dos Movistar Arena el 20 y 21 de mayo de 2023, dar conciertos nacionales, la banda dio, hasta ese momento, el show más grande de su carrera en el Estadio Vélez Sarsfield el 15 de diciembre.
En 2024, dando otra vez la vuelta al país y Latinoamérica y no conformados con los Vélez en 2023, anunciaron su segundo round el 20, 21 y 22 de diciembre, dando por finalizado el Jinetes Cromados Tour.

### El club de la pelea(2025)
Una semana antes de su show en el estadio de Vélez Sarsfield en el 2023, la banda lanza el primer sencillo titulado «Nunca lo olvides», de lo que será su octavo disco y que fue interpretado por primera vez en dicho estadio.
El 5 de diciembre lanzaron el segundo adelanto del álbum titulado «Anarquía en Buenos Aires», y exactamente una semana después el tercer sencillo titulado «Verte de cerca». 
La banda anunció el nuevo disco en el marco de sus shows en el Estadio Vélez en 2024, con fecha de lanzamiento para marzo de 2025 denominado El club de la pelea.
El 18 de marzo de 2025, la banda confirmó a través de todas sus redes sociales que la fecha de lanzamiento del disco es el 27 de marzo a las 21 horas. Esta es la primera parte del disco, se espera una segunda parte aún con fecha no determinada por la banda.
El 20 de marzo, Airbag anunció el recital más grande en toda su carrera. Presentará el álbum en el Estadio de River Plate el 31 de mayo. Con las localidades agotadas en una hora el mismo día que salieron a la venta (26 de marzo), anunciaron una segunda fecha para el 1 de junio. Al día siguiente también fueron agotadas las entradas para este nuevo concierto.
El 27 de marzo salió la primera parte de El club de la pelea. Como parte de la promoción misma del álbum, la banda lanzo tres sencillos que formarían parte de la misma, estos serian «El hombre puerco», «Especial 56» e «Irme lejos». Posterior a los recitales en Buenos Aires, Airbag lanzó el tour de promoción del álbum por el interior de la Argentina, Latinoamérica y España.
El 6 de agosto, la banda anunció una tercera función en el Estadio de River, denominándolo como el «tercer round».

## Estilo musical e influencias
En sus primeros dos álbumes de estudio, el grupo musical ejecutaba un estilo de pop rock, emo pop, pop punk y rock alternativo. Desde «Una hora a Tokyo» el grupo musical fue virando hacia un estilo más hard rock con influencias de glam metal y blues rock, con algunas power ballads pero aún manteniendo su estilo de rock alternativo y pop rock en algunas de sus canciones.
También en conciertos han realizado mezclas de rock y música clásica con influencias de Mozart y Beethoven, y hasta covers versión rock de canciones icónicas del tango de Carlos Gardel y Astor Piazzolla.
El grupo musical comenzó tocando covers de The Beatles, Credence Clearwater Revival, Jerry Lee Lewis y Chuck Berry.
El grupo musical también ha hecho covers de canciones clásicas del rock de bandas que admiran como «Wanted Dead or Alive» de Bon Jovi, «Sultans of Swing» o «Money For Nothing» de Dire Straits, «Burn» de Deep Purple, «Kashmir» de Led Zeppelin y «De música ligera» de Soda Stereo.
El grupo cita como influencias a grupos como The Beatles, The Offsprings, Green Day, blink-182, My Chemical Romance, Limp Bizkit, Linkin Park, Muse, Coldplay, Soda Stereo, Guns N' Roses, Poison, Bon Jovi, Aerosmith, Van Halen, Led Zeppelin, Deep Purple, Iron Maiden, Rata Blanca, La Renga, Pappo, AC/DC, ZZ Top, Credence Clearwater Revival, Dire Straits, entre otros.

## Discografía

### Álbumes de estudio
- 2004: Airbag
- 2006: Blanco y negro
- 2008: Una hora a Tokyo
- 2011: Vorágine
- 2013: Libertad
- 2016: Mentira la verdad
- 2021: Al parecer todo ha sido una trampa
- 2025: El club de la pelea I

### Álbumes en directo
- 2012: Samsara
- 2024: En Vivo - Estadio Vélez

### DVD
- 2007: Mi razón (DVD)
- 2012: Samsara (CD + DVD)

## Integrantes
- Patricio Sardelli: Guitarra, piano y voz (2004 – presente)
- Gastón Sardelli: Bajo y coros (2004 – presente)
- Guido Sardelli: Batería y piano (2004 – 2008); guitarra y voz (2008 – presente)

- Sebastián Roascio Goldar: Batería (2014 – 2020; 2020 – presente)
- José Luis Berrone: Teclados y programaciones (2012 – presente)

## Premios y nominaciones
| Año  | Premio                        | Categoría                             | Trabajo nominado   | Resultado | Ref.   |
| ---- | ----------------------------- | ------------------------------------- | ------------------ | --------- | ------ |
| 2004 | Premios MTV                   | Mejor artista nuevo sur               | Airbag             | Ganadores | [ 44 ] |
| 2005 | Premios Carlos Gardel         | Mejor álbum artista revelación        | Airbag             | Nominados | [ 45 ] |
| 2007 | Premios MTV                   | Mejor artista nuevo sur               | Airbag             | Ganadores | [ 46 ] |
| 2009 | Premios Grammy Latinos        | Mejor canción rock                    | «Una hora a Tokyo» | Nominados | [ 47 ] |
| 2009 | Premios Grammy Latinos        | Mejor álbum de rock vocal dúo o grupo | Una hora a Tokyo   | Nominados | [ 47 ] |
| 2013 | MTV Europe Music Awards       | Mejor artista de América del Sur      | Airbag             | Ganadores | [ 48 ] |
| 2016 | Kids' Choice Awards Argentina | Artista o grupo nacional favorito     | Airbag             | Nominados | [ 49 ] |
| 2017 | MTV Europe Music Awards       | Mejor artista de América del Sur      | Airbag             | Nominados | [ 50 ] |

- 2004: Artista Revelación por la revista Rolling Stone
- 2014: Mejor artista Sudeste de Don Torcuato
- 2015: Mejor artista del año argentino

Además han recibido premios Much Music y recurrentes nominaciones a los Premios Gardel de Argentina.
Entre otras distinciones, el grupo musical en los últimos años ha empezado a ser reconocida por especialistas en el rock y por los propios artistas, así mismo Patricio Sardelli ha sido elegido como uno de los 100 mejores guitarristas de la historia del rock nacional por la revista Rolling Stone de Argentina.

## Giras musicales
- 2004-2005: Airbag Tour
- 2006-2007: Blanco y Negro Tour
- 2008-2009: Una Hora a Tokyo Tour
- 2011-2013: Tour Vorágine
- 2013-2015: Libertad Tour
- 2016-2018: Mentira La Verdad Tour
- 2018-2019: Tour Así de Fácil
- 2021-2024: Jinetes Cromados Tour
- 2025-presente: El Club de la Pelea Tour